# Felipe Fernández-Armesto
Felipe Fernández-Armesto (Londen, 1950) is een Engelse historicus, die internationaal vooral bekend is geworden door een aantal populaire historische werken.
Fernández-Armesto, zoon van een Spaans journalistenechtpaar, studeerde geschiedenis in Oxford waar hij ook een groot deel van zijn professionele leven doorbracht als universitair docent geschiedenis. Daarna doceerde hij aan Tufts University en de Universiteit van Londen. Vanaf 2009 werkt hij als hoogleraar aan de historische faculteit van de University of Notre Dame. Hij heeft eredoctoraten van de La Trobe University in Victoria, Australië, en de Universidad de los Andes in Colombia vanwege zijn verdiensten voor de geschiedschrijving van het Amerikaanse continent. Zo publiceerde hij in de jaren 80 onder meer studies over de koloniale samenleving van de Canarische eilanden in de zestiende eeuw en over de vroegste fasen van mediterraan imperialisme op de eilanden langs de noordwestkust van Afrika.
Veel boeken van Fernández-Armesto zijn verschenen in vertalingen. Ook heeft hij prijzen gewonnen met enkele van zijn publicaties. 

## Selecte bibliografie
- The Canary Islands after the Conquest: The making of a colonial society in the early sixteenth century, 1982
- Before Columbus. Exploration and colonization from the Mediterranean to the Atlantic 1229-1492, 1987
- The Times Atlas of World Exploration. 300 Years of Exploring, Explorers and Mapmaking, Harper Collins, 1991
- Columbus, Oxford University Press, 1991
- Millennium: A History of Our Last Thousand Years, 1995 (Ned vert. Millennium. Een geschiedenis van de laatste duizend jaar, Amsterdam / Antwerpen: Contact, 1995)
- Reformation. Christianity and the World 1500-2000, 1996 (Ned.vert. Reformatie. Christendom en de wereld 1500-2000, Amsterdam: Anthos, 1997) (met Derek Wilson)
- Civilizations, London: Macmillan, 2000
- The Americas. An hemispheric history, New York: Random House, 2003
- Ideas that changed the world, 2003 (Ned. vert. Der ideeën die de wereld veranderden, Vianen / Antwerpen: The House of Books, 2004)
- So you think you are human? A brief history of humankind, Oxford: Oxford University Press, 2004 (Ned. vert. Dus jij denkt dat je een mens bent? Een korte geschiedenis van de mensheid, Amsterdam: Bert Bakker, 2005).
- Pathfinders. A global history of exploration, 2006 (Ned. vert. Hoe de wereld werd ontdekt. Geschiedenis van de ontdekkingsreizen, Utrecht: Het Spectrum, 2007)
- Amerigo. The man who gave his name to America, New York: Random House, 2008

- Bibsys: 90236418
- Biblioteca Nacional de España: XX932359
- Bibliothèque nationale de France: cb11886282h (data)
- Catàleg d'autoritats de noms i títols de Catalunya: 981058514751306706
- CiNii: DA02005435
- Digitale Bibliotheek voor de Nederlandse Letteren: fern016
- Gemeinsame Normdatei: 120049538
- International Standard Name Identifier: 0000 0000 8088 4133
- Library of Congress Control Number: n50002733
- Nationale Bibliotheek van Letland: 000098942
- MusicBrainz: 93df4470-e09d-49eb-b915-fb89a9ce3cc1
- Bibliotheek van het Japanse parlement: 00439410
- Nationale Bibliotheek van Tsjechië: jo2003180375
- Nationale bibliotheek van Australië: 35081583
- Nationale Bibliotheek van Israël: 987007261183005171
- Nationale en Universitaire bibliotheek Zagreb: 000040053
- Nederlandse Thesaurus van Auteursnamen: 069391955
- Réseau des bibliothèques de Suisse occidentale: 02-A003238873
- Système universitaire de documentation: 026655764
- Virtual International Authority File: 9841357
- WorldCat: E39PBJdM7MGwK6p9yRJdJ4V3cP